# Cao Dương, Bảo Định
Cao Dương (chữ Hán giản thể: 高阳县, âm Hán Việt: Cao Dương huyện) là một huyện thuộc địa cấp thị Bảo Định, tỉnh Hà Bắc, Cộng hòa Nhân dân Trung Hoa. Huyện này có diện tích 497 ki-lô-mét vuông, dân số năm 1999 là 305.069 người. Mã số bưu chính là. 071500. Chính quyền huyện đóng ở trấn Cao Dương. Về mặt hành chính, huyện Cao Dương được chia thành 3 trấn, 6 hương.